# بوچینو
بوچینو (به ایتالیایی: Buccino) یک کومونه در ایتالیا است که در استان سالرنو واقع شده‌است.

## خصوصیات
بوچینو ۶۵٫۴۸ کیلومترمربع مساحت و ۵٬۵۵۵ نفر جمعیت دارد و ۶۶۳ متر بالاتر از سطح دریا واقع شده‌است.

## خواهرخوانده
شهرهای هوفهایم ام تانوس، کورینتوس و اولیروس خواهرخوانده‌های بوچینو هستند.